# Cochrane (Ontario)
Cochrane is een plaats (town) in de Canadese provincie Ontario en telt 5.487 inwoners (2006).
Op 13 juli 1909 werd hier goud ontdekt.